# Hapalomys longicaudatus
Hapalomys longicaudatus é uma espécie de roedor da família Muridae.
Pode ser encontrada nos seguintes países: Malásia, Myanmar e Tailândia.
Os seus habitats naturais são: florestas secas tropicais ou subtropicais.
Está ameaçada por perda de habitat.